# Капитолий штата Род-Айленд
Капито́лий шта́та Род-А́йленд (англ. Rhode Island State House) находится в городе Провиденс — столице штата Род-Айленд. В нём проводит свои заседания Генеральная Ассамблея Род-Айленда (англ. Rhode Island General Assembly), состоящая из Палаты Представителей и Сената штата Род-Айленд. В нём также находятся офисы губернатора, вице-губернатора, секретаря и министра финансов штата Род-Айленд. Современное здание Капитолия было построено в 1895—1904 годах по проекту архитектурной фирмы «McKim, Mead & White».

## История
Проект нынешнего здания Капитолия штата Род-Айленд был выполнен архитектурной фирмой «McKim, Mead & White» в 1891—1892 годах, а строительство началось в 1895 году. С начала 1901 года в нём стали проводиться заседания Генеральной Ассамблеи Род-Айленда. Строительство было полностью завершено в 1904 году.

## Архитектура
При строительстве Капитолия Род-Айленда в-основном использовался белый мрамор из Джорджии — 327 тысяч кубических метров мрамора.
Мраморный купол Капитолия считается четвёртым по величине в мире (из тех, которые не имеют дополнительной поддержки), вслед за Собором Святого Петра в Ватикане, Капитолием штата Миннесота в Сент-Поле и Тадж-Махалом в Агре (Индия).
На вершине купола находится статуя из позолоченной бронзы Independent Man («независимый человек», высота 3,3 м, вес более 225 кг), изготовленная по дизайну скульптора Джорджа Брюстера (George Brewster). Эта статуя была установлена 18 декабря 1899 года. В 1927 году она была повреждена молнией, и после этого зафиксирована 42 медными скобами. В дальнейшем она ремонтировалась в 1951 году, а 9 августа 1975 года была спущена с вершины Капитолия для капитального ремонта, включая замену позолоты. Статуя была возвращена на вершину купола 20 июля 1976 года.
Высота Капитолия до основания статуи — 67,9 м, а до верха статуи — 71,6 м. C 1904 по 1927 год Капитолий был самым высоким зданием города Провиденс.
Северный вход Капитолия, украшенный большим портиком, обращён к улице Смит (Smith Street). Это — главный вход Капитолия, который используется официальными лицами, сотрудниками и посетителями.
Южный вход Капитолия обращён к даунтауну города Провиденс и заливу Наррагансетт. Ко входу ведёт широкая парадная лестница, сделанная из мрамора. По разным сторонам от лестницы находятся бронзовые статуи уроженцев Род-Айленда коммодора Оливера Хазарда Перри и генерала Натаниэля Грина.

## Интерьер
На первом этаже Капитолия с 1874 года выставлено Орудие №4 батареи В 1-го Род-Айлендского артиллерийского полка, известное как «Геттисбергское орудие». Оно было использовано при отражении атаки Пикетта во время сражения при Геттисберге. При обстреле в него попал снаряд, деформировавший ствол, из-за чего при последующем заряжании ядро застряло прямо в стволе и осталось там до настоящего времени.
Западное крыло отведено для Палаты представителей, другое крыло (восточное) — для Сената.

## Фотогалерея

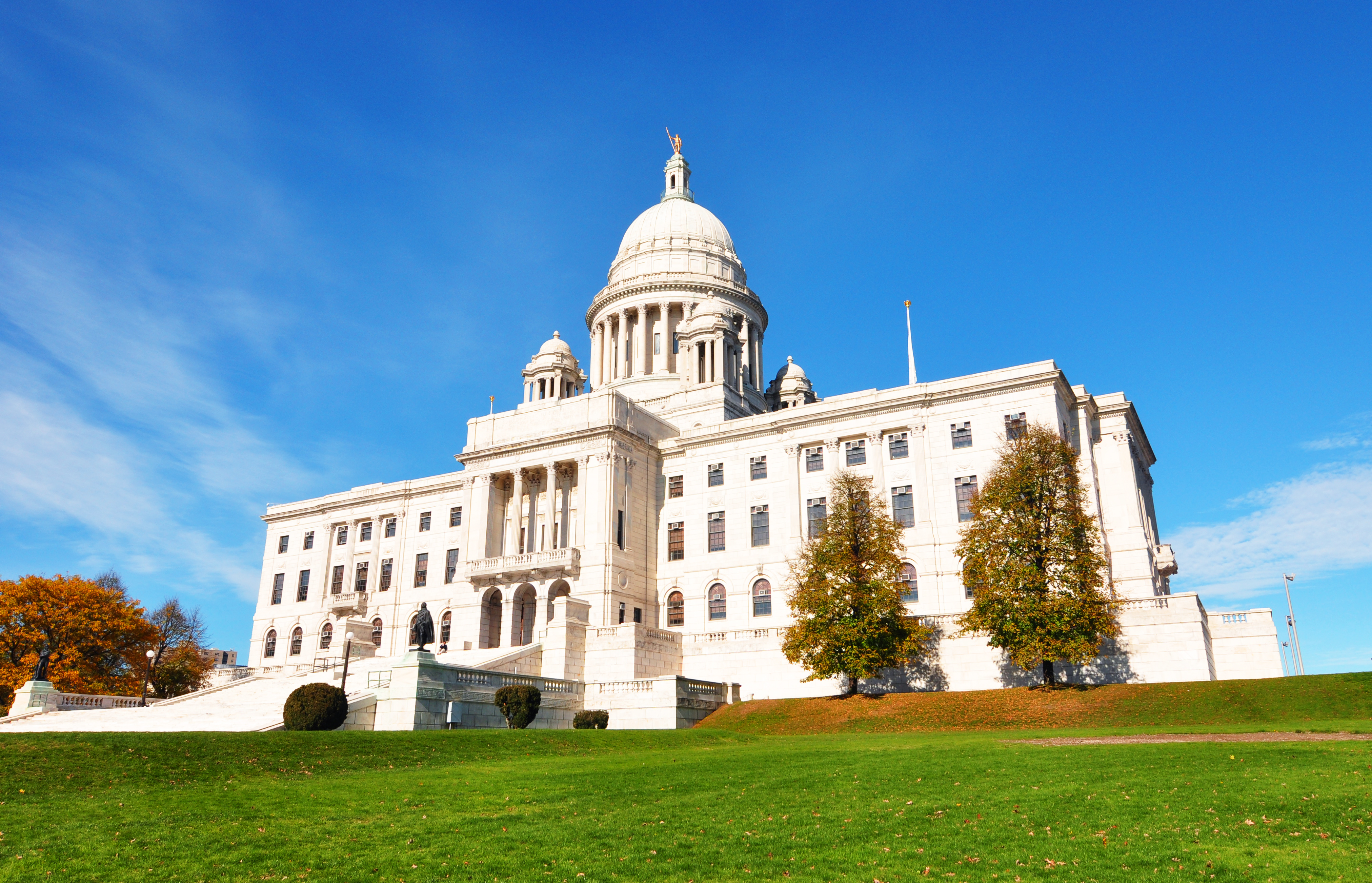
Капитолий штата Род-Айленд, вид с юга
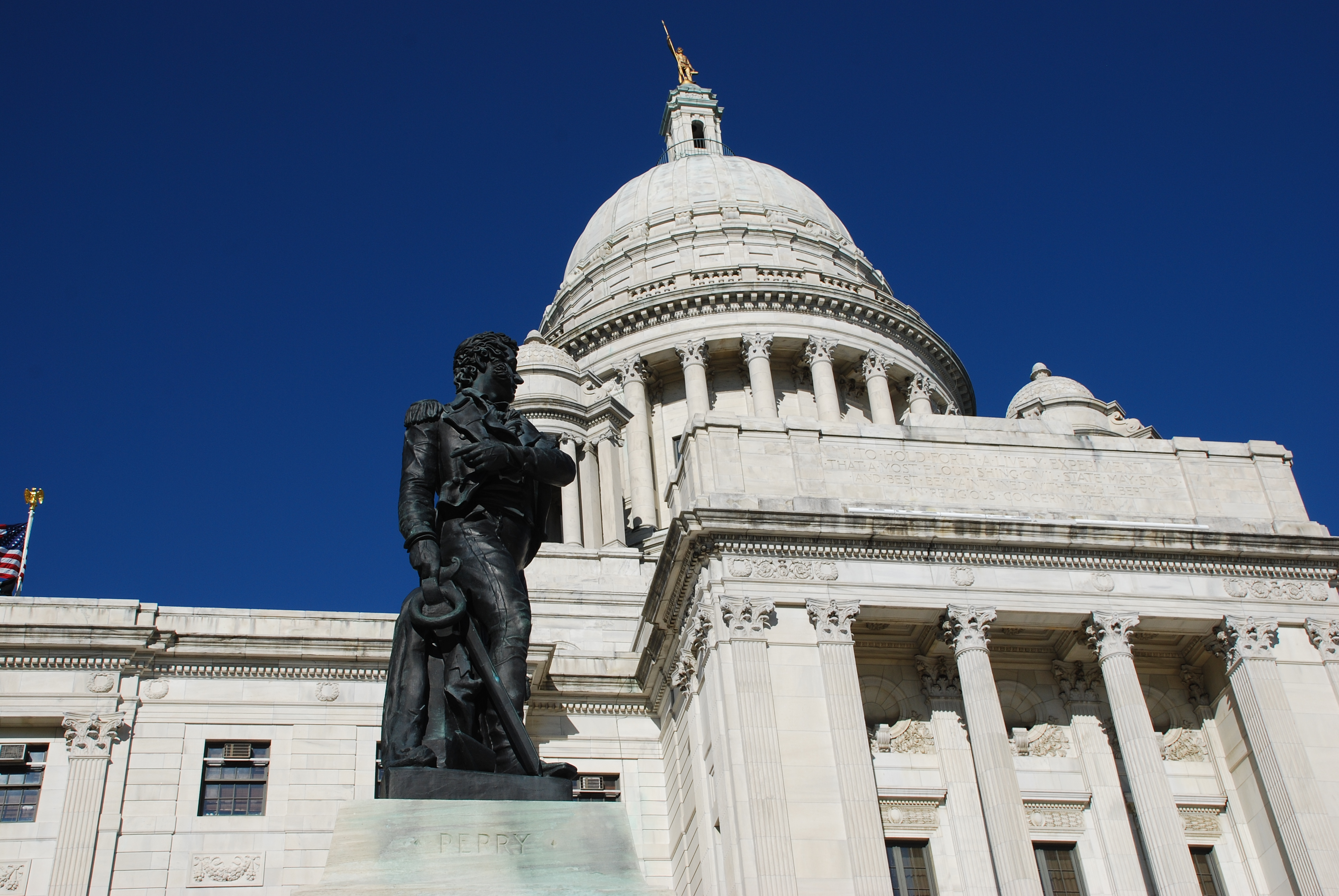
Статуя Оливера Хазарда Перри перед Капитолием штата Род-Айленд
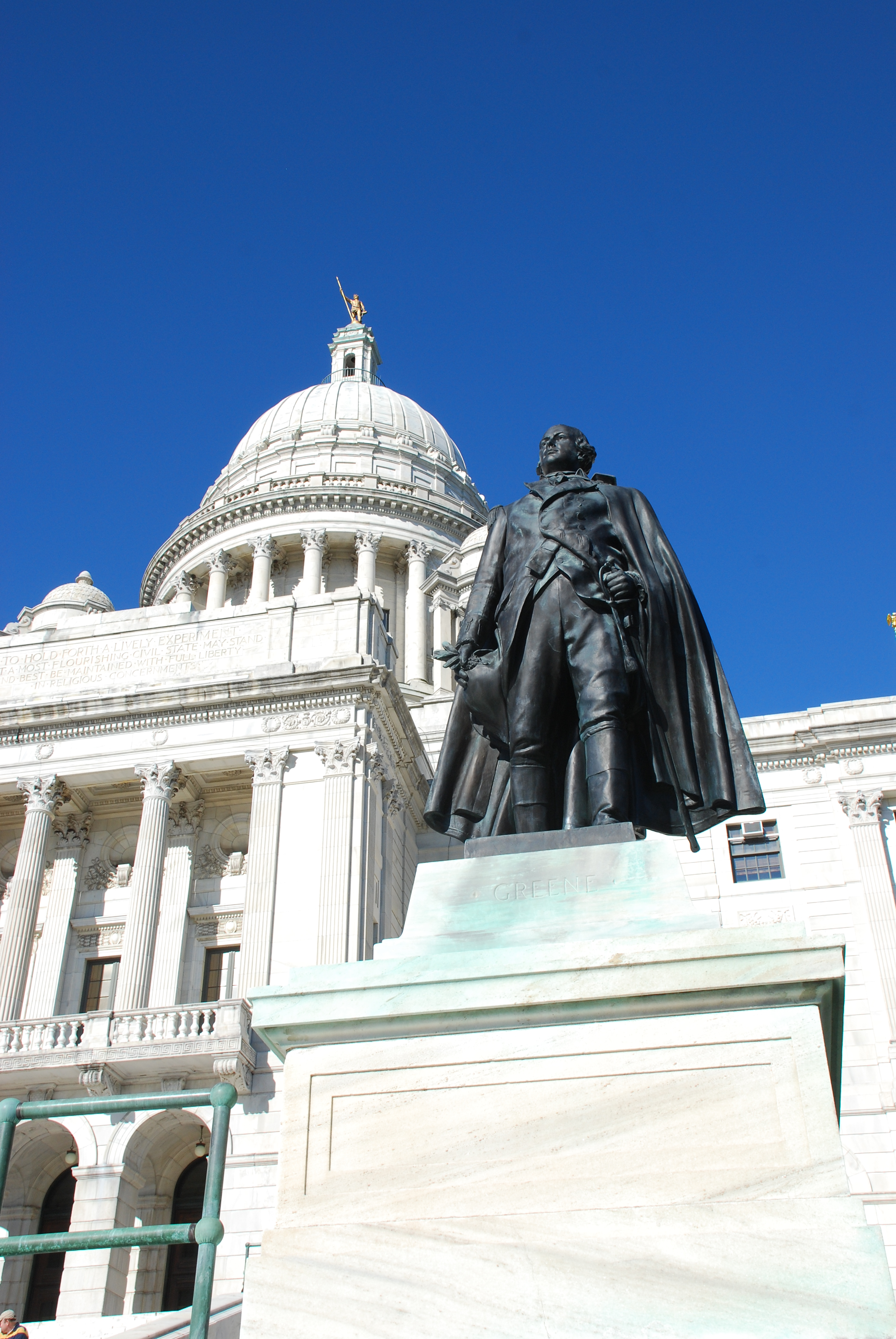
Статуя Натаниэля Грина перед Капитолием штата Род-Айленд
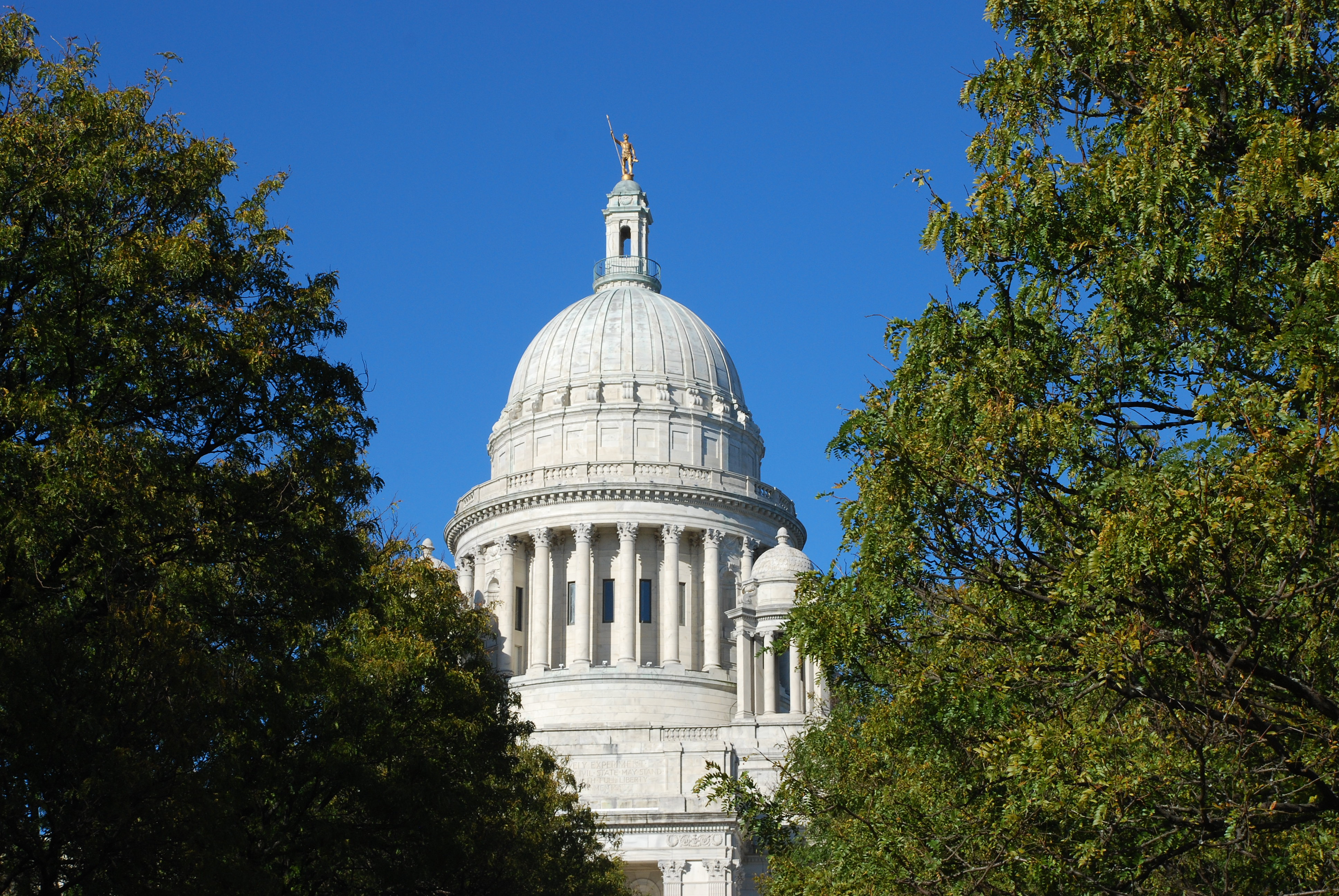
Верхняя часть Капитолия штата Род-Айленд
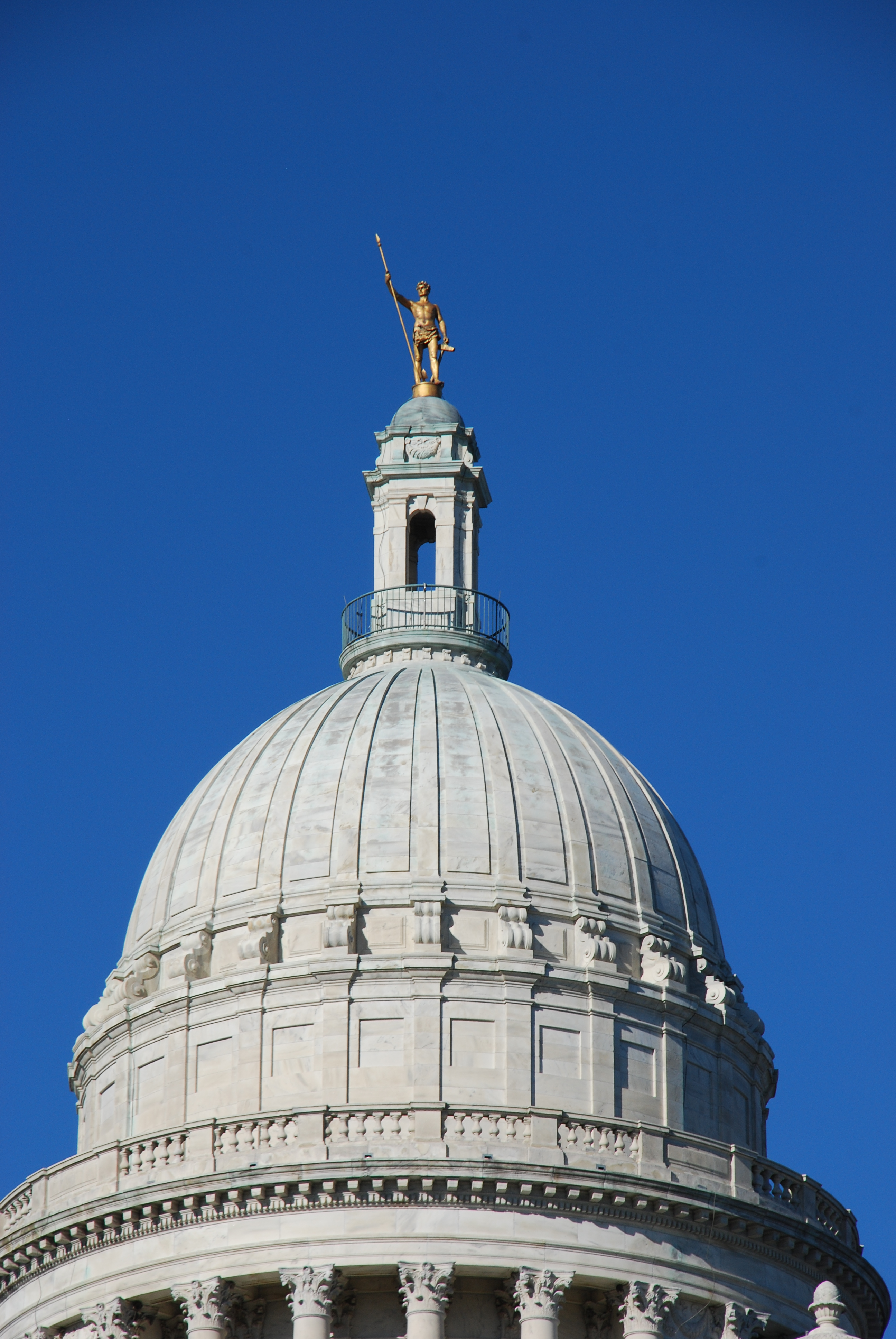
Independent Man ("независимый человек") на куполе Капитолия штата Род-Айленд